# Bing Crosby and The Andrews Sisters
Bing Crosby and The Andrews Sisters – minialbum muzyczny piosenkarza Binga Crosby’ego i grupy wokalnej The Andrews Sisters wydany w 1953 roku przez wytwórnię Decca Records. Dwa utwory przedstawione na tym albumie zostały nagrane w roku 1939, a dwa kolejne w 1945.

## Lista utworów
| Nr | Tytuł                       | Rok nagrania |
| A1 | Yodelin´ Jive               | 1939         |
| A2 | Ciribiribin                 | 1939         |
| B1 | South America, Take It Away | 1945         |
| B2 | Good, Good, Good            | 1945         |